# Tuvaluski dolar
Tuvaluski dolar je valuta na Tuvaluu.
Ova valuta nije tečajno samostalna, već je samo lokalni oblik australskog dolara. Dijeli se na 100 centi, a paritet s australskim dolarom je 1:1. S obzirom na tečajnu nesamostalnost valuta nema međunarodni kôd.
U optjecaju su kovanice od 5, 10, 20 i 50 centi, te 1 dolara, a novčanice nisu izdane.